# 34042 Espeseth
34042 Espeseth è un asteroide della fascia principale. Scoperto nel 2000, presenta un'orbita caratterizzata da un semiasse maggiore pari a 2,2504820 au e da un'eccentricità di 0,1111270, inclinata di 2,46235° rispetto all'eclittica.